# Angus Mor

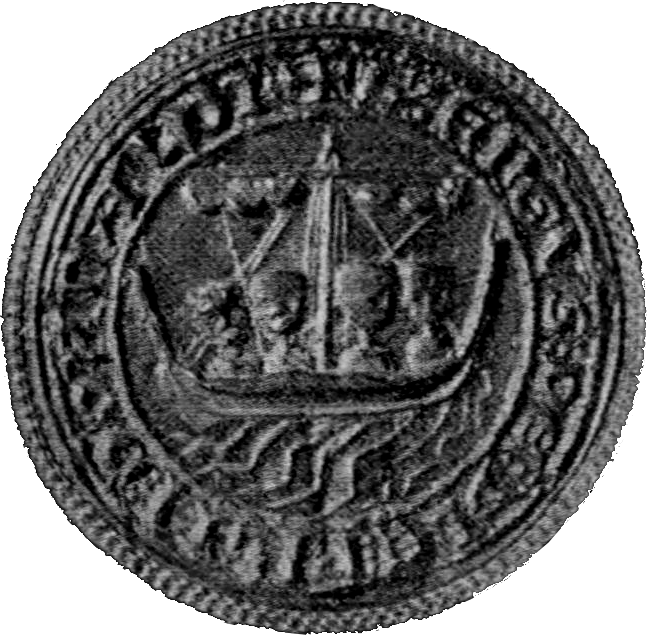
Siegel von Angus Mor

Angus Mor (auch Angus Macdonald oder Aonghas Mór) († vor 1296) war ein schottischer Adliger. Nachdem er zunächst im Konflikt zwischen den schottischen und norwegischen Königen um das Königreich der Inseln eine schwankende Haltung gezeigt hatte, unterwarf er sich 1264 dem schottischen König und gab damit die halbautonome Stellung seiner Familie auf.

## Herkunft und Erbe
Angus Mor entstammte der Familie Macdonald, einer der führenden Adelsfamilien der westschottischen Inseln. Er war ein Sohn von Donald, Lord of Islay. Nach dem Tod seines Vaters vor 1247 übernahm er dessen Besitzungen, zu denen Islay, Kintyre und benachbarte Inseln gehörten. Dabei war er als Lord of Islay dem norwegischen König untertan, während er für seine Besitzungen auf dem schottischen Festland Vasall der schottischen Könige war. Ab 1230 versuchte der norwegische König Håkon IV., seine zuvor nur nominelle Oberherrschaft über das Königreich der westschottischen Inseln zu festigen. Die schottischen Könige Alexander II. und Alexander III. verfolgten dagegen ab den 1240er Jahren das Ziel, die westschottischen Inseln ihrem Reich einzuverleiben. Angus neigte wie sein Vater dazu, eher den schottischen König als den weit entfernten norwegischen König zu unterstützen. Indem er seinen ältesten Sohn nach Alexander II. benannte, zeigte er diese Haltung deutlich. Dazu machte Angus auch eine Stiftung für das Seelenheil des 1249 während eines Feldzugs gegen die westschottischen Inseln gestorbenen Alexander II.

## Rolle im Kampf der Iren gegen die Engländer
Wie sein Cousin Dugald Macruairi unterstützte Angus in den 1250er Jahren  die irischen Häuptlinge O'Neill und O'Conchobair in Connacht und Ulster im Kampf gegen die englische Eroberung. Ein gälischer Dichter verfasste ein Loblied auf Angus, das seine Raubzüge nach Irland verherrlicht. Deshalb betrachtete der englische König Heinrich III., der während der Minderjährigkeit des schottischen Königs Alexander III. in den 1250er Jahren mehrmals in Schottland intervenierte, Angus 1256 als Übeltäter, und verlangte vergeblich, dass er sich in Irland vor Gericht verantworten sollte. Während Heinrich III. König Magnus von Man und Ewen Macdougall, Lord of Argyll unter seinen Schutz stellte, erneuerte er 1260 seine Anordnung, Angus gefangen zu nehmen. Aber auch Alexander III. misstraute Angus und ließ sich von ihm zur Sicherung seiner Loyalität Geiseln stellen.

## Rolle im Krieg zwischen Norwegen und Schottland
Als es 1263 zum offenen Krieg zwischen Norwegen und Schottland kam und der norwegische König Håkon IV. eine Flotte nach Westschottland führte, weigerten sich Angus und sein Bruder Murchaid zunächst, den norwegischen König zu unterstützen. Daraufhin sandte Håkon IV. König Magnus von Man und Dugald Macruairi mit 50 Langschiffen nach Tarbert auf Kintyre. Angus und Murchaid leisteten erbitterten Widerstand. Erst als die Norweger drohten, ihr Land zu verwüsten, gaben sie nach und schlossen sich den Norwegern an. Sie mussten aber Geiseln stellen und die Norweger mit 1000 Rindern versorgen. Dann beteiligten sich Angus und Murchaid an dem von Magnus von Man und Dugald Macruairi geführten Raubzug über Loch Long nach Loch Lomond. Als nach dem Rückzug der Norweger nach Orkney, dem Tod des norwegischen Königs und der Unterwerfung von König Magnus von Man der Earl of Mar 1264 einen Feldzug gegen die westschottischen Inseln führte, unterwarf sich auch Angus Mor dem schottischen König. Er musste seinen Erben Alexander mitsamt der Amme als Geisel nach Ayr bringen. Die Krieger von Ewen of Lorne drohten, die Besitzungen von Angus Mor anzugreifen, falls er weiter die Norweger unterstützen würde. Im Frieden von Perth mussten die Norweger 1266 endgültig auf die westschottischen Besitzungen verzichten. Angus Mor akzeptierte offenbar rasch seine Rolle als Untertan des schottischen Königs. Im Februar 1284 nahm er an dem Parlament in Scone teil, das die Thronfolge von Margarete von Norwegen billigte. Nach dem Tod von Alexander III. nahm er im September 1286 an dem Treffen mehrerer schottischer Barone in Turnberry Castle teil. Dabei verbündeten sich mehrere schottische Barone mit den anglo-irischen Magnaten Richard de Burgh, 2. Earl of Ulster und Thomas de Clare verbündeten und gegenseitige Hilfe versprachen. Das Treffen sollte die Aktivitäten von Angus Mor zugunsten der Iren im Kampf gegen den Earl of Ulster eindämmen, doch es gilt auch als Beleg dafür, dass Robert de Brus nach dem Tod des Königs den Thron beanspruchte. Dennoch blieb Angus in die Kämpfe in Irland involviert. Infolge des schottischen Thronfolgestreits ab 1290 war das Turnberry-Abkommen hinfällig. Die Macdonalds unterstützten nun wieder die Iren stärker im Kampf gegen Richard de Burgh. Nachdem John Balliol 1292 zum neuen König erklärt wurde, weigerte sich Angus, ihm zu huldigen, da Balliol seine Rivalen, die Macdougalls bevorzugte. Daraufhin forderte der König nach Ostern 1293 Alexander Macdougall auf, Angus Mor zu ihm zu bringen. Sein genaues Todesdatum ist ungeklärt, er starb nach 1293, möglicherweise erst 1296.

## Nachkommen
Angus hatte mindestens zwei Söhne:
- Alexander Macdonald († 1299)
- Angus Og († um 1318)

Sein Erbe wurde sein ältester Sohn Alexander.